# Laoma
Laoma is een geslacht van weekdieren uit de klasse van de Gastropoda (slakken).

## Soorten
- Laoma ciliata Suter, 1894
- Laoma labyrinthica Powell, 1948
- Laoma leimonias (Gray, 1850)
- Laoma mariae (Gray, 1843)
- Laoma marina (Hutton, 1883)
- Laoma minuta Climo, 1971